# Saignes (Lot)
Saignes ist eine französische Gemeinde mit 74 Einwohnern (Stand 1. Januar 2022) im Département Lot in der Region Okzitanien. Sie gehört zum Kanton Saint-Céré und zum Arrondissement Figeac.
Nachbargemeinden sind Mayrinhac-Lentour im Norden, Aynac im Osten, Albiac im Süden und Bio im Westen.

## Sehenswürdigkeiten

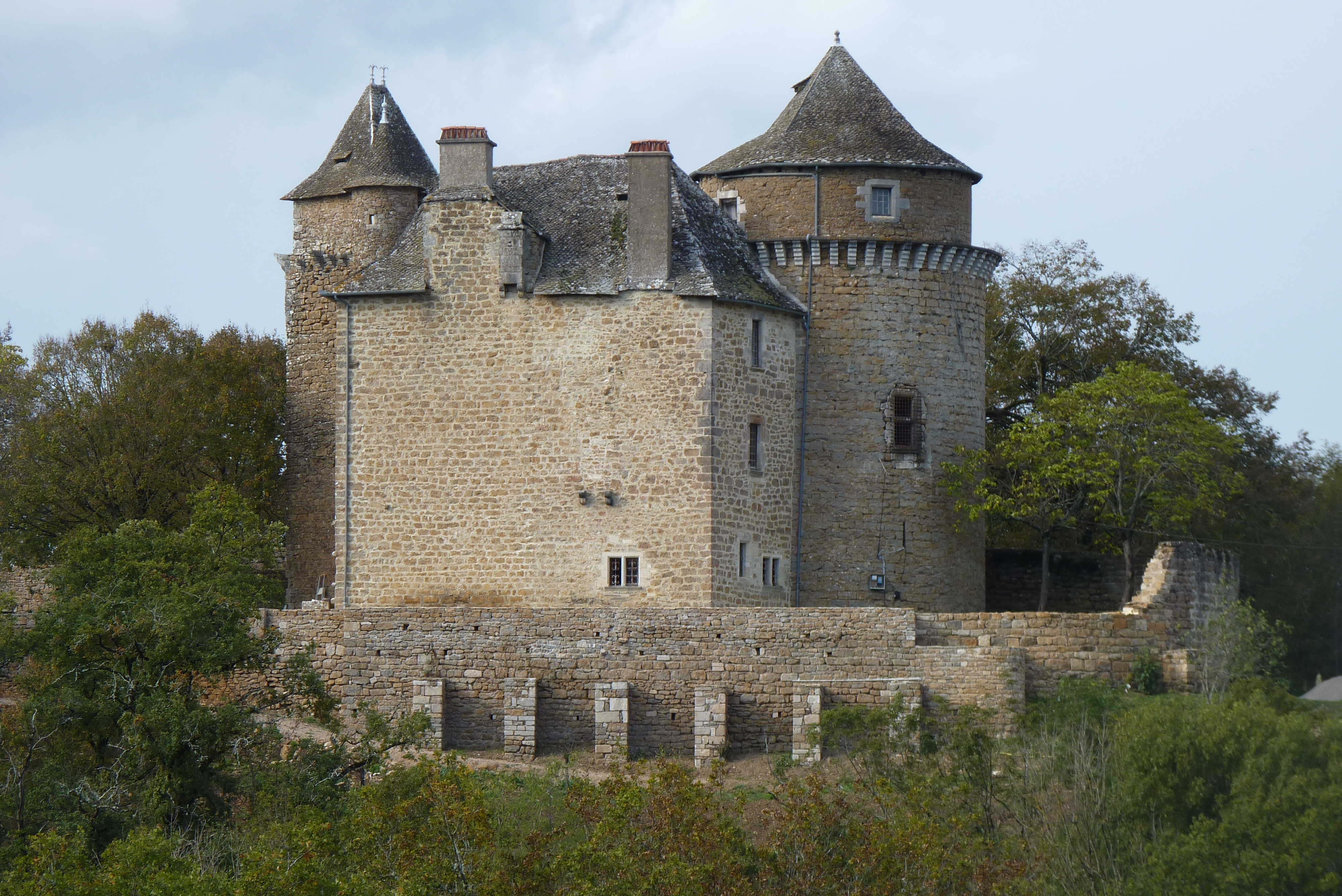
Schloss, Monument historique seit 2001

## Bevölkerungsentwicklung
| Jahr      | 1962 | 1968 | 1975 | 1982 | 1990 | 1999 | 2008 | 2018 |
| --------- | ---- | ---- | ---- | ---- | ---- | ---- | ---- | ---- |
| Einwohner | 74   | 60   | 53   | 58   | 63   | 52   | 70   | 76   |